# 环境考古学
环境考古学（Environmental archaeology）是20世纪70年代出现的考古学分支学科，一门重建过去人类社会与所生活环境间关系的科学 。该领域代表了一种通过人类古生态学方法来研究古环境的考古方法。重建过去的环境以及过去人类与所居景观间的互动关系，为考古学家提供人类活动环境的起源和演变、史前适应性变化和经济习俗行为的见解。
环境考古学通常分为三个子领域： 
- 古植物学(对植物遗骸的研究)[5]；
- 动物考古学(动物遗骸研究)；
- 地质考古学(研究地质作用及其与考古记录的关系)。

环境考古学通常涉及对动植物遗骸的研究，以调查史前居住时期存在哪些动植物种类，以及人类社会如何管理它们。它还可能涉及物理环境的研究，以及过去与现在相似或不同的程度。此类分析的一个重要部分是对遗址形成过程的研究。当发掘或勘测现场可能不存在遗物，或可能埋藏有遗物和考古特征的地区存在地球运动的情况下，如侵蚀，该领域就特别有用。虽然各分支专业如生物考古学或地貌学都是由所研究的对象所定义，但“环境”一词表示一般科学探究领域的通用范畴，适用于整个考古学所研究的时段和地理范围。

## 分支领域

### 古植物学

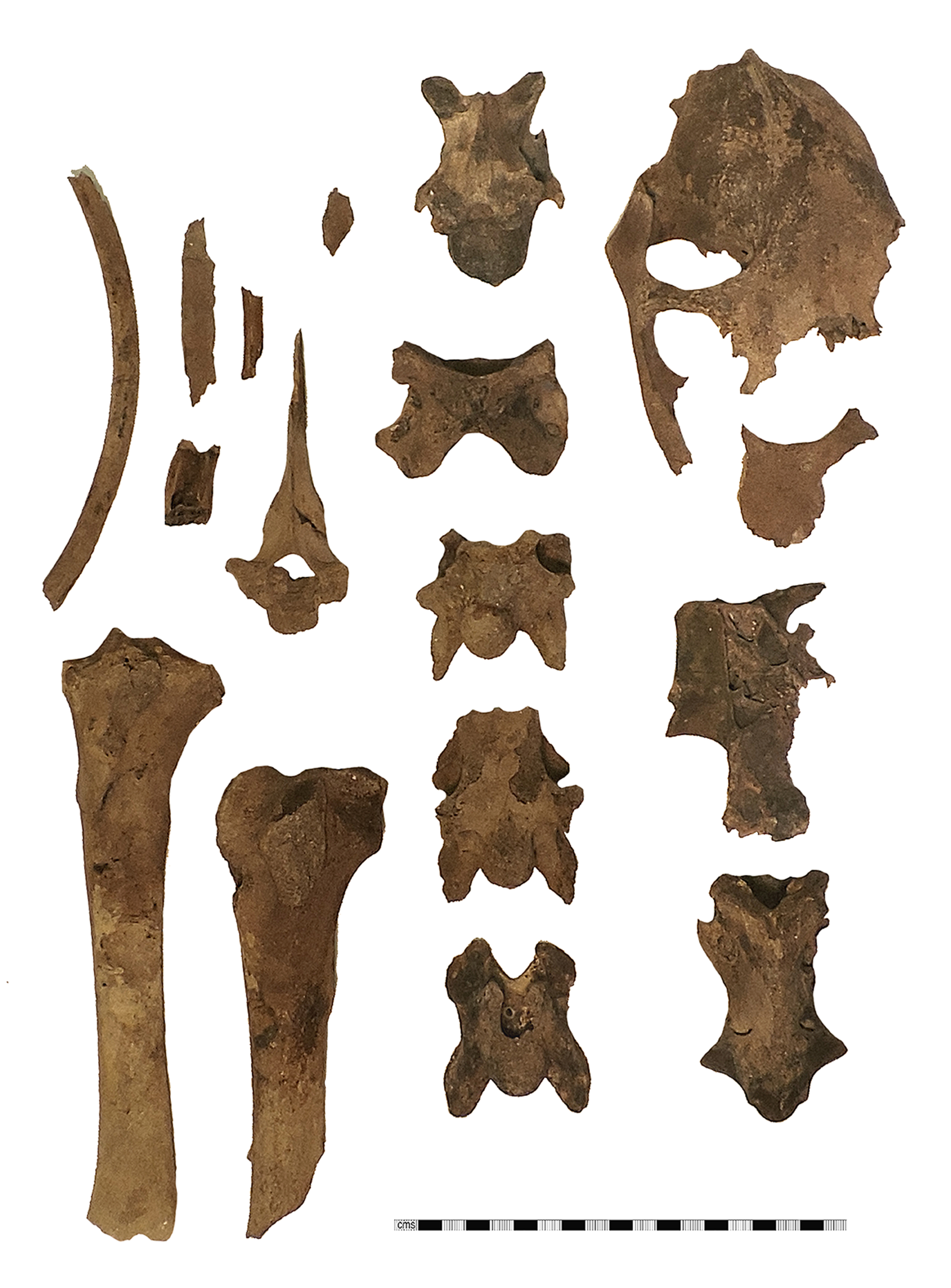
动物遗骸

植物考古学是对植物遗骸的研究和解释，通过确定植物在历史背景下的用途，研究人员可重建过去人类的饮食，并确定他们的生存策略和植物经济，以更深入地了解人类社会和文化行为，如对木炭等标本的分析可揭示燃料来源或建筑布局。植物考古学还经常研究种子和果实残骸，以及花粉和淀粉。植物可以多种方式保存，但最常见的是碳化、水浸、矿化和干燥。考古植物学中的一个领域是民族植物学，它更具体地研究植物与人类之间的关系，以及植物对人类社会已经并将继续产生的文化影响。植物作为食物、作物或药物的用途以及植物的经济影响都令人关注。

### 动物考古学
动物考古学是对动物遗骸的研究，这些遗骸可告诉我们动物所处的人类社会情况 。动物遗骸提供了人类捕食(反之亦然)或驯化的证据。尽管揭示了动物和人类之间的特定关系，但在某些地区发现的动物骨骼、兽皮或DNA可描述该地区过去的景观或气候状况。

### 地质考古学
地质考古学是对景观和地质过程的研究，它着眼于人类年代内的环境，以确定以前社会可能如何影响或受到环境的影响。沉积物和土壤经常被研究，因为这是发现大部分遗物的地方，也是由于自然作用和人类行为可以改变土壤并揭示其历史。除目视观察外，计算机编程和卫星成像通常被用来重建过去的景观或建筑。
其他相关领域包括：
- 景观考古学
- 生物考古学和人类生态学
- 气候学
- 古生态学
- 档案研究

## 历史

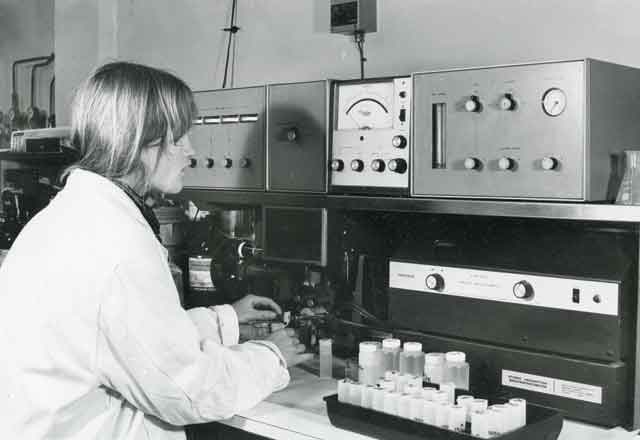
20世纪70年代，英国伦敦大学考古学院人类环境部

经过50年的发展，环境考古学已成为一门独特的学科。近年来，其重要性不断提升，目前已成为大多数挖掘项目的既定组成部分。该领域为跨专业学科，环境考古学家和古生态学家常与专门从事物质文化研究的考古学家和人类学家并肩工作，以更全面地了解过去的人类生活及人与环境的相互作用，尤其是气候压力如何影响人类并迫使他们适应环境变化。
在20世纪60年代的考古学中，环境被视为“被动”地与人类互动。然而，随着达尔文主义和生态原则的加入，这一看法被转变。当时的著名理论和原则(绿洲理论、灾变说和“长时段”(longue duree))强调了这一观念。例如，灾变说讨论了自然灾害等大灾难如何成为社会生存的决定因素，环境可能对人类社区产生社会、政治和经济的影响。对于研究人员来说，研究环境可能对社会产生的直接影响变得更加重要。这引发了“中程理论”(Middle-range theory)以及20世纪和21世纪环境考古学提出的主要问题。从那以后，环境考古学研究得出了两项主要结论：人类起源于非洲、农业起源于西南亚。该领域的另一种重要思想转变是集中在成本效益的概念上。以前，考古学家认为人类通常会采取行动最大限度地利用资源，但后来开始相信情况并非如此。随后的理论/原则包括社会性和专业化，以及对考古遗址之间关系的关注。近年来，政府研究的审计和环境考古学的“商业化”运作也塑造了这一分支学科。

### 杰出贡献者
路易斯·李奇为该领域的研究做出了大量贡献，李奇及他的妻子玛丽·李奇最出名的是他们在非洲人类起源方面的研究。路易斯.宾福德(Louis Binford)发展了中程理论。根据这一理论，研究人员研究的人类与环境间的关系可用模型来描述。
埃里克·希格斯（Eric Higgs）研究了亚洲农业的发展和“遗址资源域分析”方法，即根据遗址区域提供资源的潜力来研究土地的开发。
卡尔·巴特泽(Karl Butzer)是著名的环境考古学先驱，曾多次获奖，并在考古学、地理学和地质学领域开展研究.
道格拉斯·凯纳特(Douglas Kennett)环境考古学和人类行为生态学学者，以研究气候变化如何影响玛雅文明的发展和瓦解而闻名。

## 方法
环境考古学家通过评估和/或挖掘接近遗址，评估旨在分析一个地区的资源、文物及其潜在的意义。挖掘地下不同地层的样本，并使用相似策略进行评估。所寻找的样本通常包括人类和动物遗骸、花粉和孢子、木材和木炭、昆虫，甚至同位素。脂质、蛋白质和DNA等生物分子可作为启发性样本。在地质考古方面，处理地形和卫星成像的计算机系统通常用于重建景观；地理信息系统(GIS)是一种可处理空间数据和构建虚拟景观的计算机系统；气候记录可以通过古气候学模拟重建，可提供有关温度、降水、植被和其他相关气候条件的信息，以及提供现代气候的背景，并将过去的气候与现在的气候进行比较。

## 意义

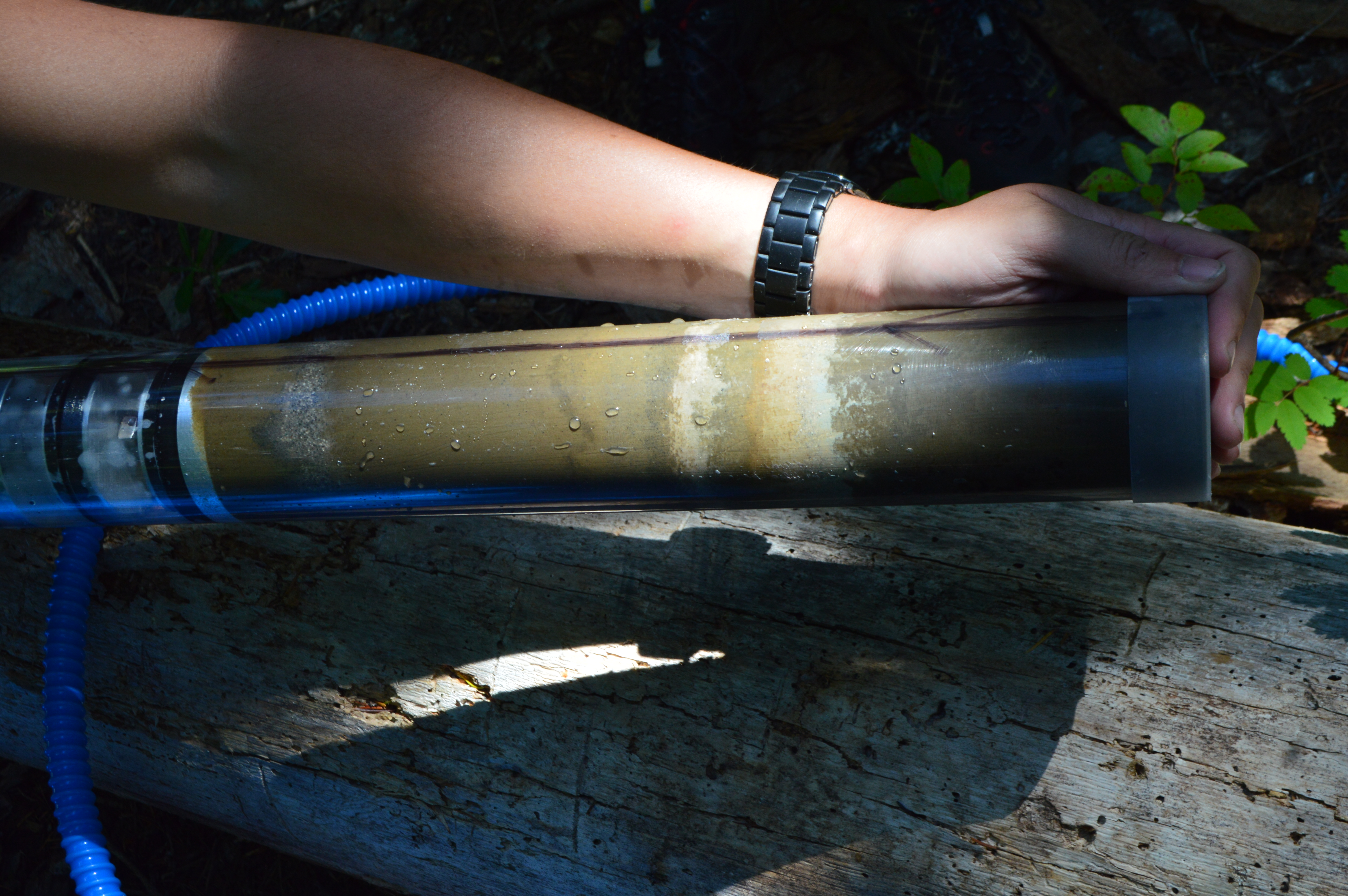
用于帮助考古学家重建过去气候的湖泊沉积岩芯。

环境考古学聚焦于收集有关人类与周围环境各方面关系的信息，所有这些信息(以及其他领域的)结合在一起，可充分了解过去人类社会的生活方式以及与环境的相互作用。过去的土地利用、粮食生产、工具使用和职业模式等各方面都可重建起来，并将这些知识应用到当前和未来人类与环境的互动中。通过捕食、农业和将外来生物引入新环境，人类改变了过去的环境，了解这些过去的活动有助于我们在当前所进行的保护和恢复活动。
环境考古学提供了关于可持续性以及为什么一些文明会崩溃而另一些文明得以延续的见解。社会崩溃在整个人类史中已发生过多次，最突出的示例之一就是玛雅文明。利用前面讨论过的湖泊沉积岩芯和气候重建技术，考古学家能够模拟玛雅时代的气候。虽然玛雅社会崩溃时，尤卡坦半岛出现了极端干旱，但是许多其他因素共同促成了他们的灭亡。砍伐森林、人口过剩和开垦湿地只是少数几种关于玛雅文明为何崩溃的理论，但所有这些都对环境产生了负面影响。从可持续发展的角度来看，研究玛雅人对环境的影响可让研究人员了解这些变化是如何永久性地改变了地区的环境以及随之而来的人口下降。
考古学家面临越来越大的压力来证明他们的工作具有超出学科范围的影响，这促使环境考古学家认为了解过去的环境变化对预测未来气候变化、土地覆盖、土壤健康和粮食安全等领域的结果至关重要。